# 安蒂薩納火山

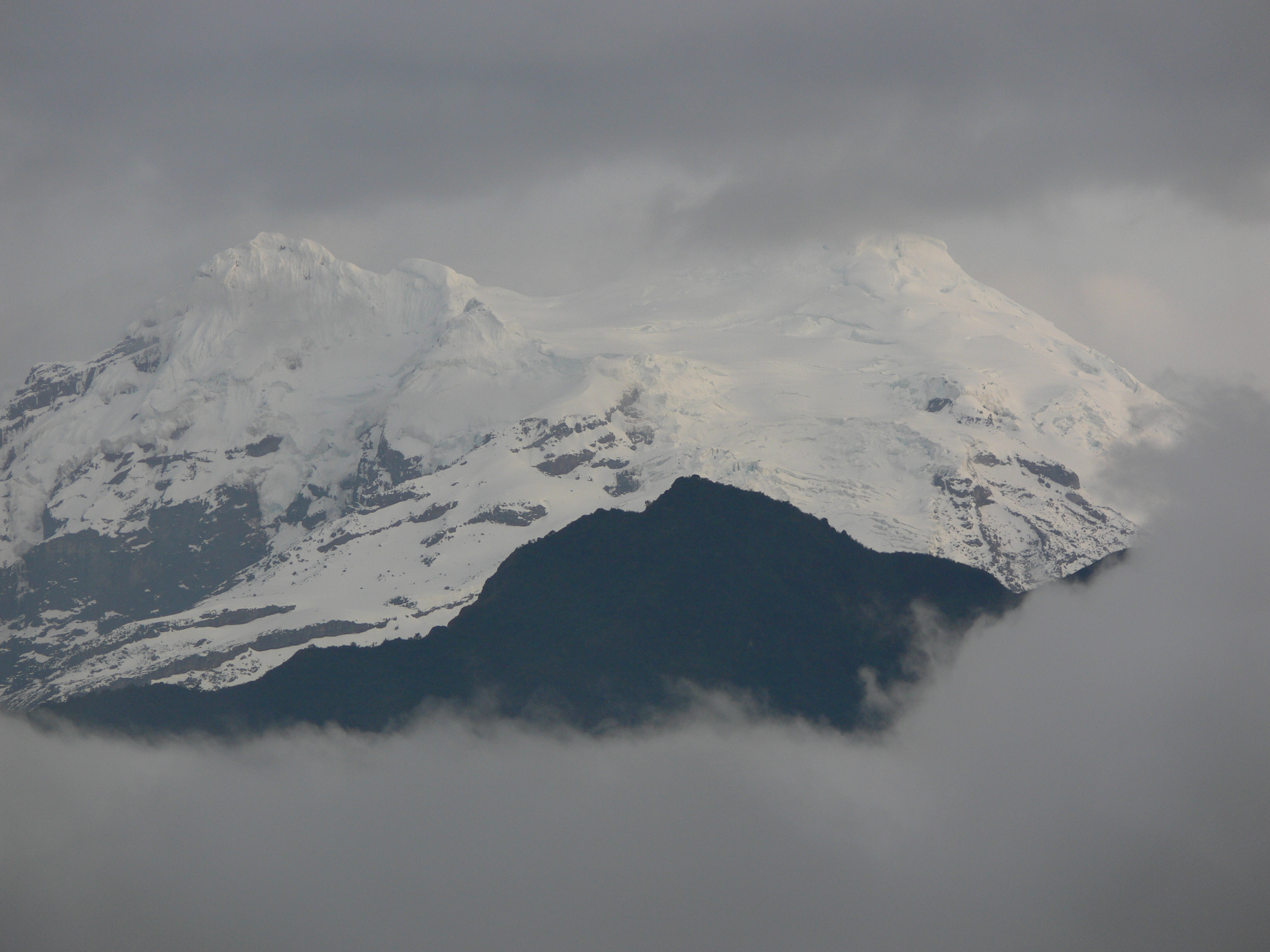
安蒂薩納火山 (Antisana)

安蒂薩納火山（Antisana）是厄瓜多爾安第斯山脈北部的層狀火山，位於首都基多東南50公里，高度5,752米（18,871英呎），是厄瓜多爾第四高的火山，屬於厄瓜多爾境內其中一個攀爬最困難的安第斯山脈山峰。

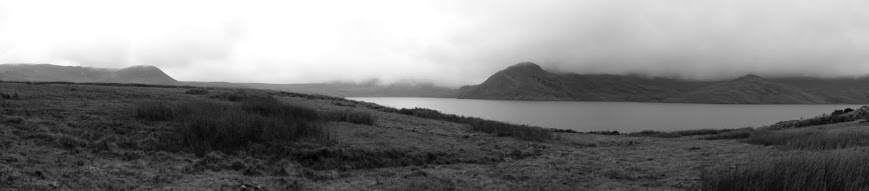
安蒂薩納火山 (Antisana)

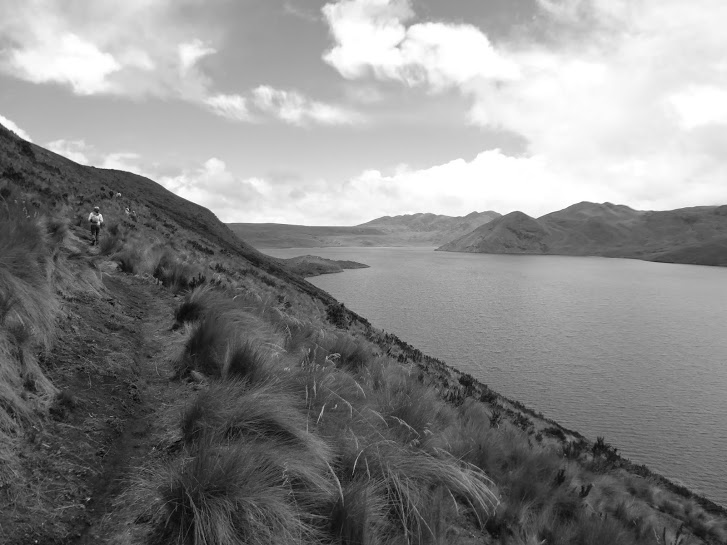
安蒂薩納火山 (Antisana)

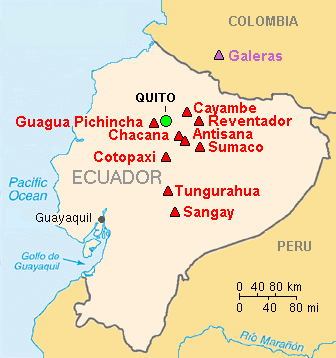
標示安蒂薩納火山位置的地區